# Folytatjuk a Változást
A Folytatjuk a Változást (bolgár neve: Продължаваме промяната) egy politikai párt Bulgáriában, melyet két Harvardon tanult egyetemista, Kiril Petkov és Aszen Vaszilev hozott létre. 2021 szeptemberében jött létre a Folytatjuk a Változást koalíció, melyben a névadó párton kívül az alábbi pártok a tagjai:
- Közép-Európai Osztály
- Volt Bulgária (a Volt Európa nevű pártcsoport bulgáriai szárnya)
- Szociáldemokraták Politikai Mozgalma

A párt korrupcióellenes és atlantista kampányával megnyerte a 2021-es bulgáriai parlamenti választás novemberben tartott harmadik menetét. Korábban az átmeneti kormány tagjaként feltárták a Bojko Boriszov vezette kormány korrupciós ügyeit, és ennek folytatását helyezték kampányuk középpontjába. Decemberben sikerült kormányt alakítani egy ideológiailag sokszínű – a balközéptől a jobbközépig terjedő – koalíció támogatásával, így Kiril Petkovot Bulgária miniszterelnökké választották.

## Választási eredmények
| év   | szavazatarány | mandátumszám | szavazatszám | státusz     |
| ---- | ------------- | ------------ | ------------ | ----------- |
| 2021 | 25,32%        | 67           | 673 141      | kormánypárt |
| 2022 | 20,20%        | 53           | 506 071      | ellenzék    |

## Külső hivatkozások
- honlap